# 殺害された日本の内閣総理大臣の一覧

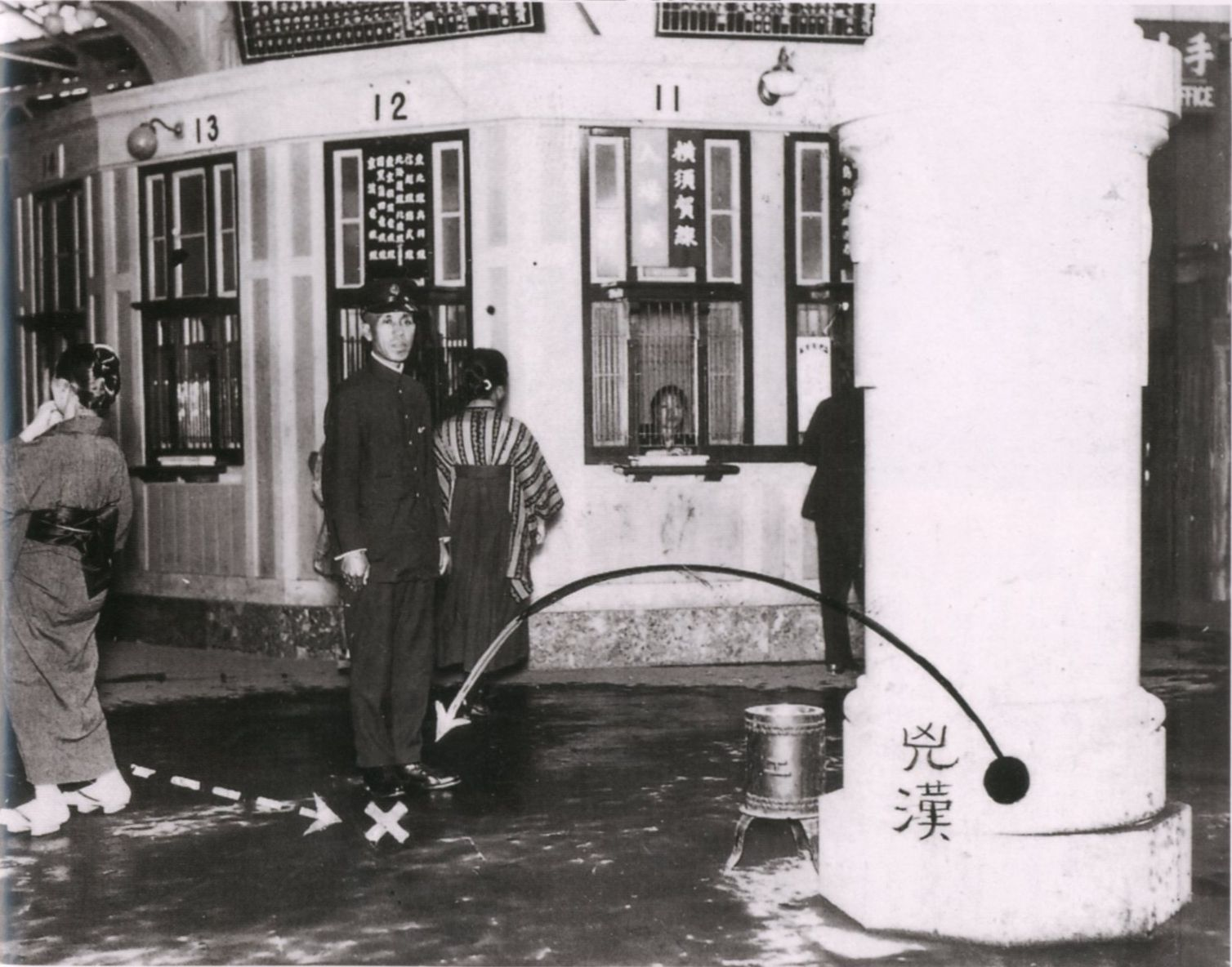
原敬暗殺事件の現場。現職の内閣総理大臣である原敬が東京駅で殺害された

本項目では、2024年（令和6年）12月までに日本の内閣総理大臣経験者に対して行われた殺害（暗殺の場合もあり）、殺害未遂及びその企図の一覧について解説する。2022年（令和4年）7月8日の時点で内閣総理大臣経験者は64人おり、そのうち7名は在任中または退任後に何らかの形で襲撃をうけて殺害されている。
現職首相としては、第19代原敬、第27代浜口雄幸（退任後に死亡）、第29代犬養毅の3人が暗殺されている。退任後も含めると初代・第5・7・10代伊藤博文、第20代高橋是清、第30代斎藤実、第90・96 - 98代安倍晋三の4人が殺害された。
日本の近現代史において、国会議員や地方自治体の首長も含めればそれ以上の人数の政治家が暗殺または暗殺未遂に終わった襲撃を受けており、そうした可能性が政治家になることの「暗殺リスク」と表現されることもある。学習院大学教授の井上寿一は、政治テロリズムとしての内閣総理大臣に対する襲撃行為には、政策を変更させるような影響はなく、むしろ逆効果であると述べている。
なお本項目では、政治目的での殺害を「暗殺」、それ以外を「殺害」と表記する。

## 一覧
★は暗殺であるもの。

### 現職首相への暗殺

#### 原敬（第19代）★

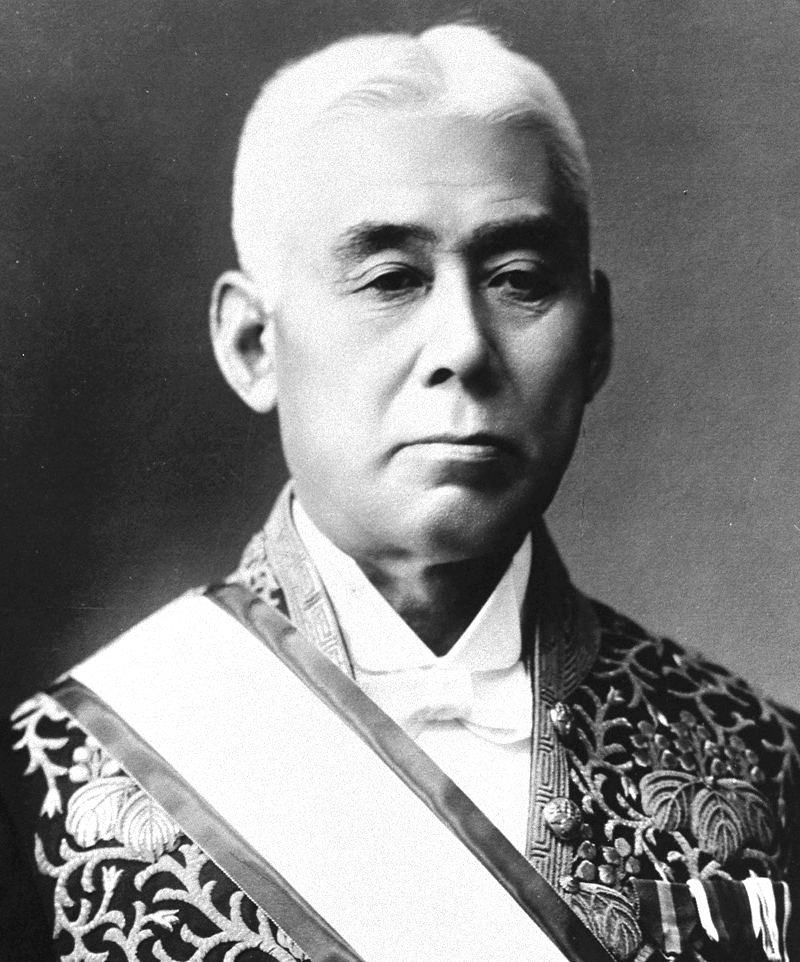
原敬（1856年-1921年）

「平民宰相」とも呼ばれた原敬は、1921年（大正10年）11月4日に、東京駅で国鉄職員であった中岡艮一によって刺殺された。
原は立憲政友会近畿大会へ出席するため東京駅に向かった。多数の見送り人に囲まれながら歩いて乗車口の改札口へと向かっていたところで、周りを取り囲んでいた群衆のなかから中岡が現れて、短刀を原の右胸に突き刺した。原は自宅へ運び込まれて治療を施されたが、突き刺された傷は右肺から心臓に達しており、ほぼ即死状態であったという。
のちの中岡の供述によれば、原が政商や財閥中心の政治を行ったこと、野党の提出した普通選挙法案に反対したこと、また尼港事件が起きたことなどによって暗殺を考えるようになったという。原を殺害した中岡は無期懲役の判決を受けるが、恩赦により1934年（昭和9年）に釈放された。

#### 濱口雄幸（第27代）★

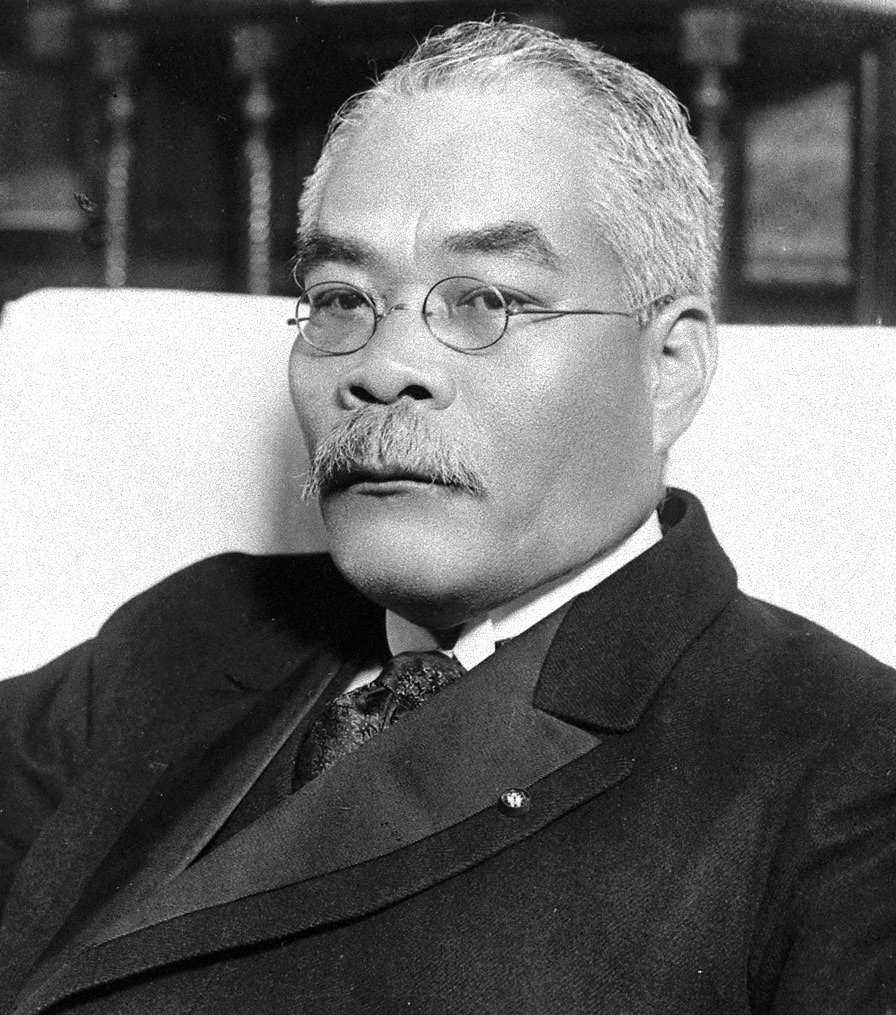
濱口雄幸（1870年-1931年）

その風貌から「ライオン宰相」の異名もとった濱口雄幸は、1930年（昭和5年）11月14日に、東京駅で右翼活動家の佐郷屋留雄に銃撃された。一命はとりとめたものの療養生活を余儀なくされ、首相を退任したのちの1931年（昭和6年）8月26日に死亡した。
濱口は、岡山県で行われる陸軍の演習を視察する予定だった。11月14日、列車を待つ東京駅のホームで、右翼団体である愛国社の社員であった佐郷屋に至近距離から銃撃された。銃撃された直後も周囲に大丈夫だと声をかけるなど、意識ははっきりとしていた。東京帝国大学医学部附属病院に搬送されて一命を取り留めたが、その後は入退院を繰り返して首相も辞任し、1931年8月26日に亡くなった。
濱口を撃った佐郷屋は死刑判決を受けたが、恩赦により無期懲役に減刑され、1940年（昭和15年）には釈放されている。なお、犯行後の佐郷屋については次のような逸話も伝わっている。

#### 犬養毅（第29代）★

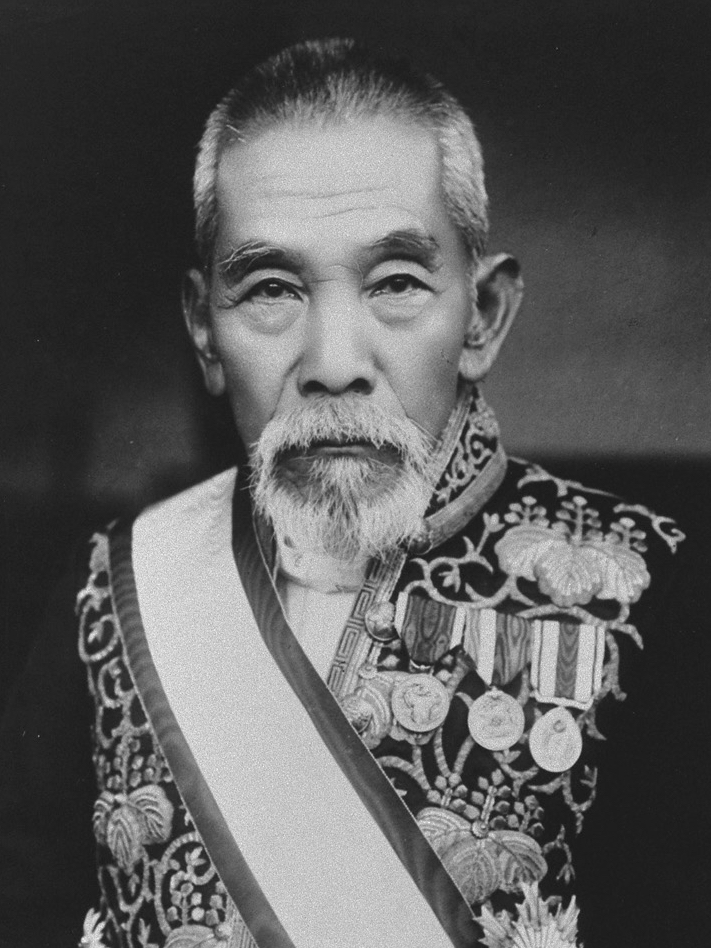
犬養毅（1855年-1932年）

文部大臣や逓信大臣なども歴任した犬養毅は、1932年（昭和7年）5月15日に、首相官邸で青年将校が起こしたクーデター（五・一五事件）の最中に銃撃された。即死は免れたものの、その日の夜遅くに亡くなった。
5月15日、犬養には折から来日していたチャップリンとの宴会の予定があったが、結局変更になり、終日官邸にいた。官邸に侵入した将校たちは、客間で犬養を取り囲んで政治問答を重ねたが、突然の「問答無用、撃て、撃て」という大声の叫び声ののち発砲して、犬養は重傷を負った。即死したと思って将校たちは立ち去ったが、犬養はまだ息があり、孫の犬養道子が聞き書きとして記しているところでは「呼んで来い、いまの若いモン、話して聞かせることがある」と女中に話したという。医師の治療を受けるも、容態は急変し、その日の23時26分になって死亡が確認された。
首相官邸襲撃隊を率いた三上卓は禁錮15年の判決を受けたが、恩赦により1938年（昭和13年）に釈放された。その後、三上はクーデター未遂事件「三無事件」にも関与したとして検挙されたが、証拠不十分で釈放されている。

### 首相経験者への殺害

#### 伊藤博文（初代、第5・7・10代）★

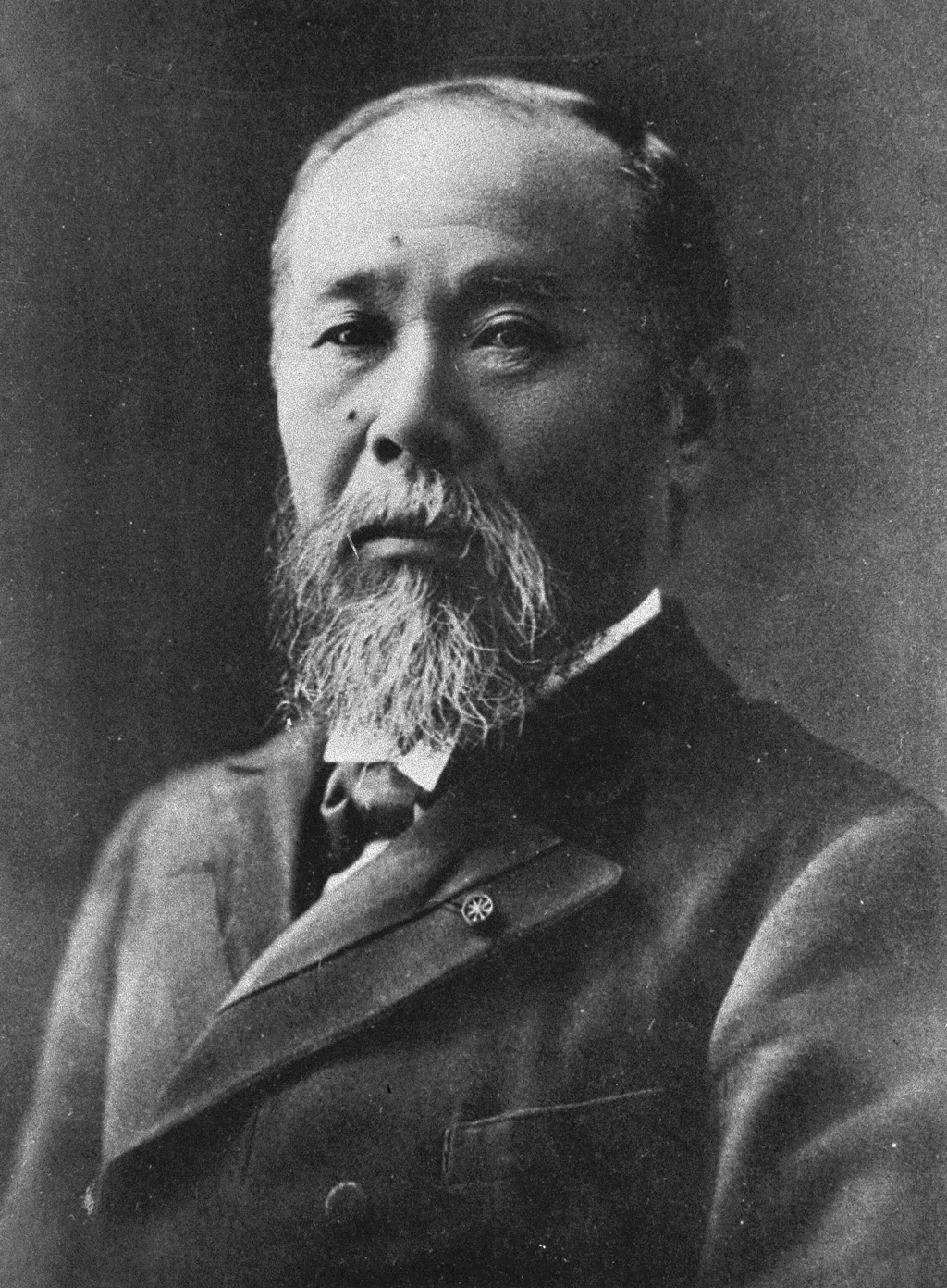
伊藤博文（1841年-1909年）

明治期の政治家であり初代内閣総理大臣でもある伊藤博文は、1909年（明治42年）10月26日にハルビン駅で、大韓帝国の民族運動家であった安重根によって射殺された。
この日、伊藤はロシア帝国蔵相のウラジーミル・ココツェフと会談するためにハルビンを訪れていた。駅のホームには関係者だけでなく在留日本人の歓迎団などもいた。安重根は群衆にまぎれて伊藤に近づき10歩ほどの至近距離から拳銃を発砲した。安重根は、自伝によれば、伊藤の顔を知らなかったので「顔が黄ばんだ白髭の背の低い老人」に向けて4発を発砲した。
伊藤は胸と腹に銃弾をうけたが、救命措置のため列車内に運び込まれてからもしばらく意識はあり、気つけのためのブランデーも飲むことができた。伊藤の最後の言葉は次のように伝えられている。
安重根はその場でロシア官憲に逮捕されて日本の司法当局に引き渡されて、1910年（明治43年）2月14日に旅順の関東都督府地方法院において死刑判決を受け、同年3月26日に旅順監獄で刑死した。

#### 高橋是清（第20代）★

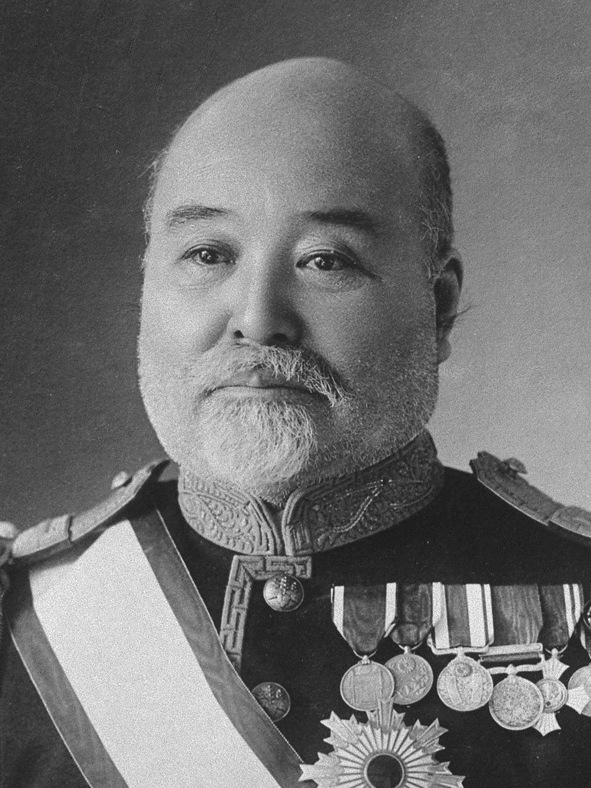
高橋是清（1854年-1936年）

1921年から翌22年（大正11年）まで首相を務め、その風貌から「だるま宰相」とも呼ばれた高橋是清は、大蔵大臣時代の1936年（昭和11年）2月26日に、自宅の二階で陸軍青年将校が起こしたクーデター（二・二六事件）の最中に射殺された。
当時の高橋はすでに首相を退任して大蔵大臣であったが、陸軍省所管予算の削減を図っていたために軍の恨みを買っており、暗殺の対象となったといわれる。2月26日に赤坂にあった私邸を襲撃され、警備もつけられていたが突破されて、拳銃で撃たれたうえに軍刀でとどめを刺され即死した。
高橋邸の襲撃部隊を指揮した中橋基明は、反乱罪により死刑判決を受け、1936年（昭和11年）7月に刑死した。

#### 齋藤實（第30代）★

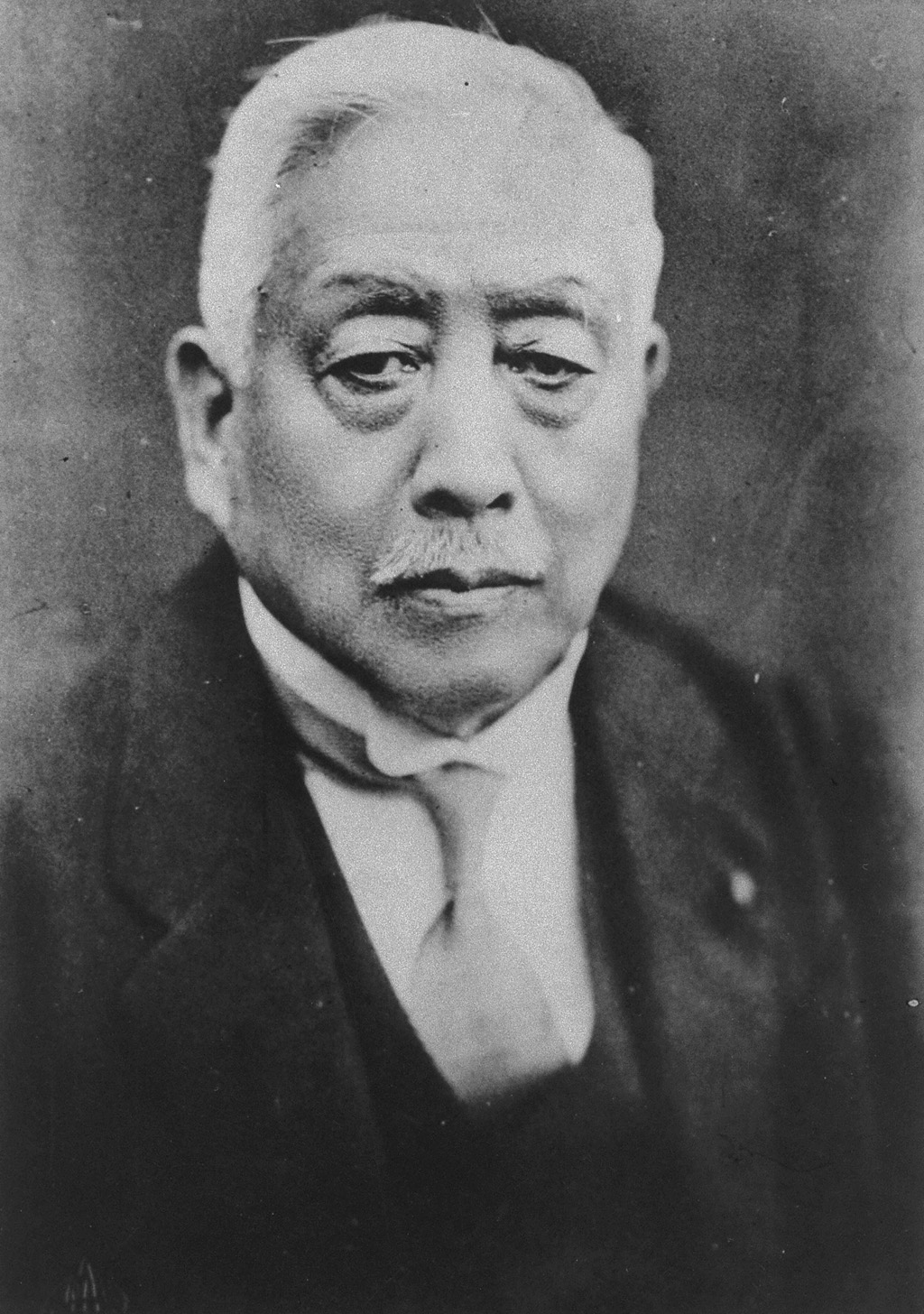
斎藤実（1858年-1936年）

犬養毅の暗殺後に首相を務めた齋藤實は、1933年に発覚したクーデター未遂事件（神兵隊事件）でも、襲撃の対象になっていた。1934年（昭和9年）に内閣総辞職をして首相を退任したのち内大臣となったが、1936年（昭和11年）2月26日に、自宅で青年将校が起こしたクーデター（二・二六事件）の最中に射殺された。
齋藤は、皇道派の陸軍中堅、青年将校から天皇をたぶらかす「重臣ブロック」として目の敵にされていた。2月26日未明に青年将校が率いる150名の兵士が齋藤邸を襲撃し、自室にいた齋藤は無抵抗のままに暗殺された。齋藤の妻である春子は、銃撃された際に夫の体に覆いかぶさり「私も撃ちなさい！」と叫んだという逸話もつたわっている（春子夫人はその後、天寿を全うし、1971年に98歳で逝去した）。
事件の数日前、警視庁が齋藤に「陸軍の一部に不穏な動きがあるので、私邸に帰られないようにするか、私邸の警備を大幅に強化したらいかがでしょう」と提案されていたといわれる。
齋藤邸の襲撃部隊を指揮した坂井直は、反乱罪により死刑判決を受け、1936年（昭和11年）7月に刑死した。

#### 安倍晋三（第90、第96 - 98代）

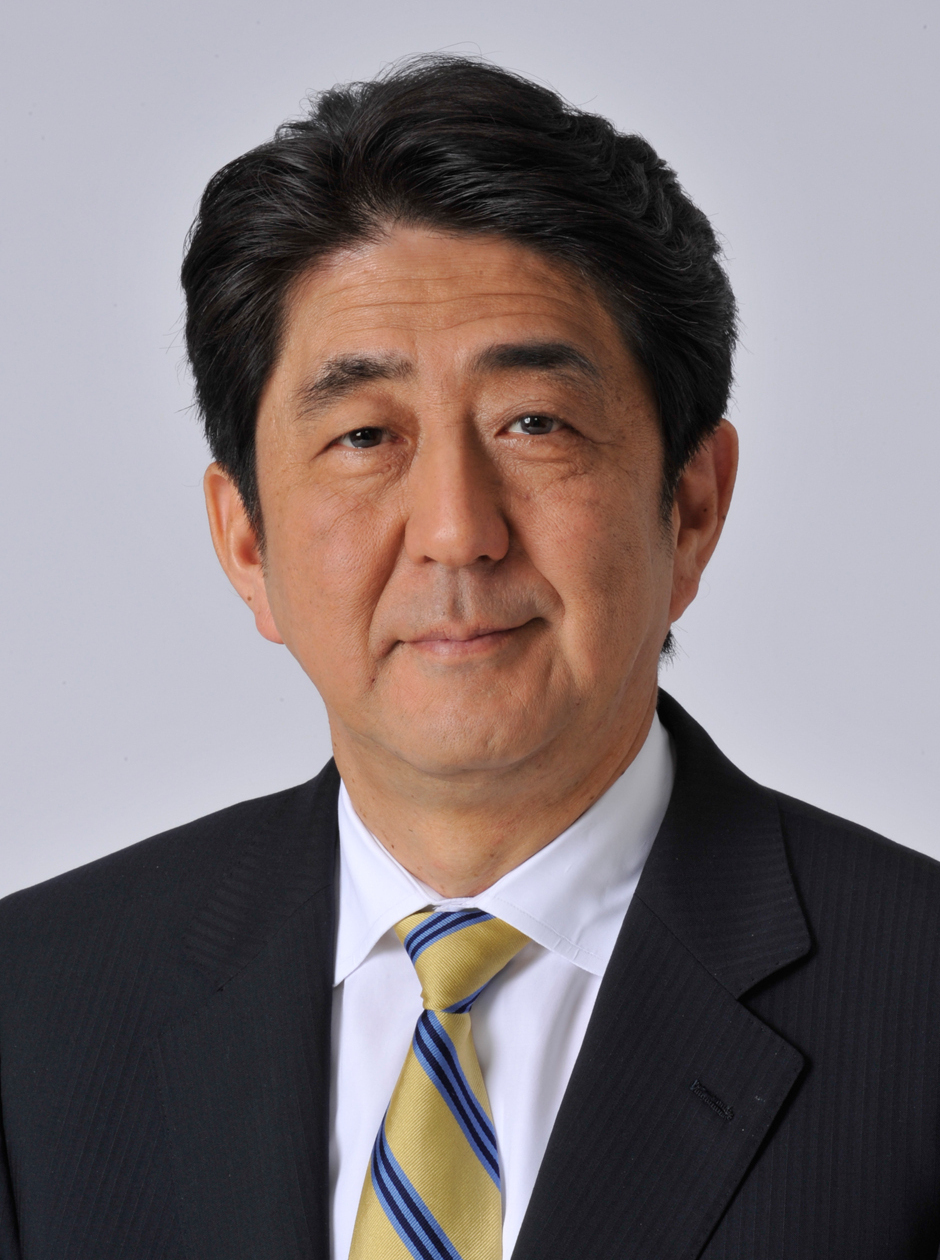
安倍晋三（1954年-2022年）

内閣総理大臣の通算在職日数が史上歴代最長（3188日）である安倍晋三は、首相退任後の2022年（令和4年）7月8日11時31分頃、奈良県奈良市の近畿日本鉄道大和西大寺駅付近で選挙候補者の応援演説中に41歳の男により手製銃（散弾銃）で射殺された。
犯人の男は自身の生い立ちから世界平和統一家庭連合（旧統一教会）に恨みがあり、安倍も繋がりがあると考えて犯行に及んだ。男は安倍の演説中に2回続けて発砲し、そのうち2回目の銃撃で安倍の首元に致命傷を与えた。安倍はその場に倒れて現場で救命措置を受け、ドクターヘリで奈良県立医科大学附属病院に搬送されたが既に心肺停止状態であり、17時03分に死亡が確認された。

## 未遂に終わった事例

### 殺害が計画されていたが実行されなかった例
- 西園寺公望（第12・14代）1936年の二・二六事件で襲撃が計画されていたが、西園寺への襲撃計画は中止になった。
- 若槻禮次郎（第25・28代）1931年の陸軍幹部によるクーデター未遂事件（十月事件）で襲撃対象になっていた。
- 近衛文麿（第34・38 - 39代） - 1941年9月18日、右翼団体「皇道真理会」のメンバーが暗殺を計画していたとして検挙される[24]。
- 米内光政（第37代） - 平沼内閣の海軍大臣在任中、1939年7月5日に暗殺計画が発覚[25]。
- 東條英機（第40代）1943年に右翼活動家の天野辰夫が暗殺を示唆したことで検挙されているほか、1944年にも軍部などによる複数の東條英機暗殺が計画されていた。

### 実際に襲撃されたが殺害に至らなかった例
- 大隈重信（第8・17代）首相就任前（外務大臣時代）の1889年10月18日、玄洋社社員の来島恒喜により爆弾での攻撃を受け、一命を取り留めるも右足を切断（詳細は外国人司法官任用問題を参照）。また首相在任中の1916年1月12日に爆弾を投げつけられるが、不発に終わる[26]。
- 西園寺公望（第12・14代） - 首相退任後の1934年12月5日、「少年血盟団」を称する少年職工9人が短刀で切りつける[27]。
- 若槻禮次郎（第25・28代） - 首相退任後の1933年11月21日、ボクサーの野口進（ライオン野口）が上野駅構内で短刀で切りつける[24]。
- 田中義一（第26代）1928年6月8日、上野駅で暴漢に短刀で襲撃されるも無事[28][29]。
- 岡田啓介（第31代）二・二六事件で実際に襲撃されたが官邸からの脱出に成功して難を逃れた（詳細は松尾伝蔵#二・二六事件での死」を参照）。
- 平沼騏一郎（第35代）近衛内閣時代の1941年に右翼団体から狙撃されて重傷を負ったものの一命をとりとめた（「勤皇まことむすび」も参照）[30]。
- 鈴木貫太郎（第42代）首相就任前の1936年に二・二六事件で銃撃を受けて一時は心停止に陥ったが一命をとりとめた。
- 吉田茂（第45・48 - 51代） - 1954年5月3日、少年が大磯の私邸に暗殺目的で侵入。同年6月5日、大日本愛国党員6名が首相官邸に暗殺目的で不法侵入したとして検挙。その直後にダイナマイトが送付される。同年9月21日、大日本生産党員が首相官邸に暗殺目的で侵入しようとしたとして逮捕[31][32]。
- 鳩山一郎（第52 - 54代） - 1956年10月、自邸前で右翼団体の構成員に短刀で切りつけられる[33]。
- 岸信介（第56 - 57代）1960年7月14日、首相官邸から出てきたところを右翼団体の男性から襲撃され、太ももを刺されて重傷を負っている[30]。
- 池田勇人（第58 - 60代） - 1963年11月5日、福島県郡山市で街頭演説の直後に青年に短刀で襲われる。池田には負傷なし。犯人は24歳の右翼青年で、池田の反共政策が不十分なことに不満を抱いていた。犯人は懲役5年[34]。
- 三木武夫（第66代）1975年6月16日、佐藤栄作元総理の国民葬で大日本愛国党員に顔を殴られ、倒れ込むも、大きな怪我はなく、無事に国民葬は行われた。
- 大平正芳（第68 - 69代） - 1978年12月18日、登山ナイフを持った青年が内閣総理大臣官邸に侵入して大平を襲撃しようとするが、SPに阻止される。犯人は21歳で、元暴走族の右翼青年。犯人は懲役5年[35]。
- 宮澤喜一（第78代）首相就任前の1984年に、都内のホテルで男性から灰皿で殴られ軽傷を負った[30]。
- 細川護熙（第79代）1994年5月30日にパーティー会場となった新宿区内のホテルのロビーにいたところを、右翼団体の男性から目の前で短銃を（天井に向けて）発砲された[30]。細川は負傷なし。
- 岸田文雄（第100・101代）2023年4月15日に遊説先の和歌山市内の雑賀崎漁港で遊説中、24歳の男性がパイプ爆弾を投げ入れる。岸田首相は負傷なし。